# Il cimento dell'armonia e dell'inventione

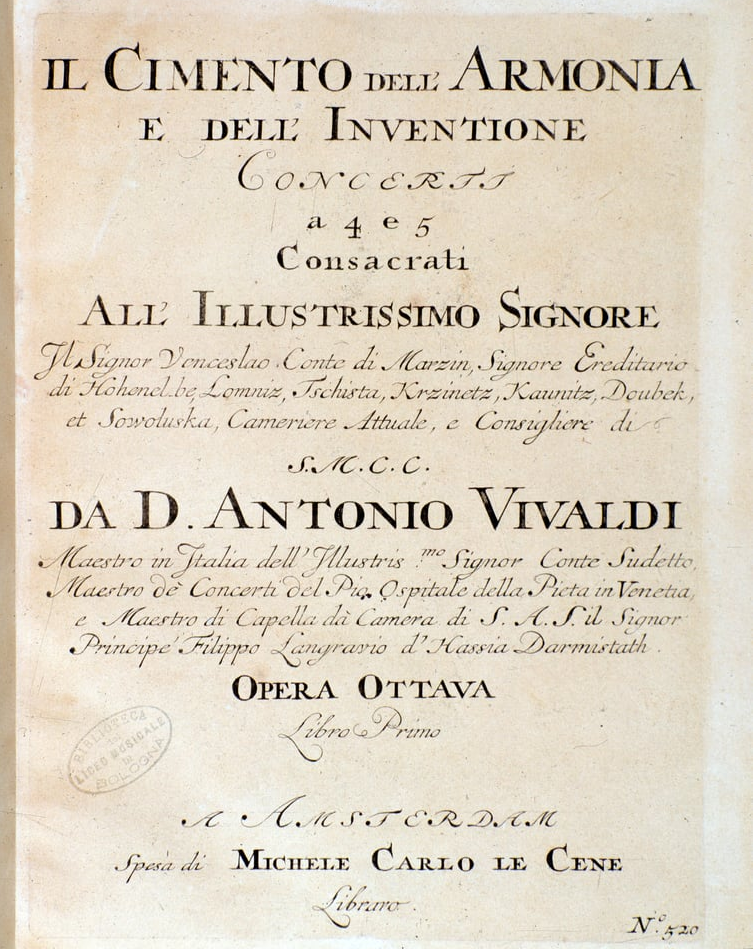
Il cimento dell'armonia e dell' inventione, op.8, couverture de la première édition volume 1

Il cimento dell'armonia e dell'inventione (L'Épreuve de l'Harmonie et de l'Invention) est le titre d'un ensemble de douze concertos écrits par Antonio Vivaldi. Tous sont écrits pour violon soliste, cordes et basse continue. Les quatre premiers sont connus sous le nom les Quatre Saisons (Le quattro stagioni). Le recueil fut publié, en deux livres, vers la fin de l'année 1725 par Michel-Charles Le Cène à Amsterdam. Imprimé à partir de planches gravées, il est illustré par un portrait exécuté par François Morellon de La Cave.
Comme de nombreux recueils musicaux du XVIIIe siècle, le recueil est divisé en deux livres : le Libro primo (Livre premier) rassemble les concertos 1 à 6, le Libro secondo (Livre second) les concertos 7 à 12. La musique ne se présente pas sous forme d'une partition d'ensemble mais en parties instrumentales séparées comportant chacune une page de titre. Avec deux parties de basse (basse continue et violoncelle), l'édition comporte tous les éléments nécessaires à une exécution. 
La dédicace du frontispice (Venceslao Conte di Marzin) désigne le comte bohémien Wenzel (Wenceslas) von Morzin (1676-1737), ou Václav Morzin en tchèque, chambellan de l'empereur Charles VI et lointain cousin des Morzin qui compteront parmi les commanditaires de Joseph Haydn. Selon l'usage pour une première édition, la partie de violon soliste du Livre premier est précédée d'une épître dédicatoire où l'on apprend que Vivaldi était en relation depuis de nombreuses années avec Morzin et le servit comme maître de musique en Italie (maestro di musica in Italia). L'épître indique que les Quatre Saisons ont déjà été reçues par le comte et son "très excellent orchestre". Morzin a probablement passé commande à Vivaldi de plusieurs compositions originales qui lui furent envoyées par courrier avant et après 1725. En 1723, Morzin transmit des copies de sept concertos de Vivaldi au prince Anton Ulrich von Sachsen-Meiningen et les archives de la famille Morzin mentionnent des paiements à Vivaldi de 1724 à 1728.
Livre premier
- Concerto No 1 en mi majeur, La Primavera (Printemps), RV 269 ;
- Concerto No 2 en sol mineur, L'estate (Été),  RV 315 ;
- Concerto No 3 en fa majeur, L'autunno (Automne),  RV 293 ;
- Concerto No 4 en fa mineur, L'inverno (Hiver), RV 297 ;
- Concerto No 5 en mi bémol majeur, La tempesta di mare, RV 253 ;
- Concerto No 6 en do majeur, Il piacere, RV 180 ;

Livre second
- Concerto No 7 en ré mineur, RV 242 ;
- Concerto No 8 en sol mineur, RV 332 ;
- Concerto No 9 en ré mineur, RV 236 ;
- Concerto No 10 en si bémol majeur, La caccia, RV 362 ;
- Concerto No 11 en ré majeur, RV 210 ;
- Concerto No 12 en do majeur, RV 178.